# Джафер Юпі
Кшафер Юпі (алб. ˈdʒafɛɾ ˈbɛj ˈypi; 1880, Стар'є — грудень 1940) — албанський політик, прем'єр-міністр Албанії у 1922 році.

## Біографія
Батьки Юпі були великими землевласниками.
Він здобув вищу освіту в університеті у Стамбулі.
У 1920—1921 роках він був міністром внутрішніх справ та міністром юстиції.
У січні 1921 року він сформував власний уряд, де посаду міністра закордонних справ посідав Фан Нолі, а Ахмет Зогу був міністром внутрішніх справ. Після формування уряду Нолі Юпі зайняв у ньому місце міністра закордонних справ.